# Hampton Court Bridge
Die Hampton Court Bridge ist eine Straßenbrücke über die Themse in London. Sie ist die am westlichsten gelegene Themsebrücke der Stadt und befindet sich in der Nähe der Mündung des Flusses River Mole. Sie war die erste Stahlbetonbrücke über die Themse.
Die Brücke verbindet den Distrikt Elmbridge in Surrey mit dem Stadtbezirk London Borough of Richmond upon Thames. Über sie führt die Hauptstraße A309. Sie stellt eine direkte Verbindung zwischen dem Bahnhof Hampton Court auf der Südseite sowie dem Hampton Court Palace und dem Bushy Park auf der Nordseite her.

## Geschichte

### Erste Brücke
Seit der Tudorzeit befand sich an dieser Stelle eine Fähre. Ein 1750 vom Parlament erlassenes Gesetz erlaubte James Clarke, dem Betreiber der Fähre, das Erstellen einer mautpflichtigen Brücke. Der Bau der Holzbrücke begann 1752, die Eröffnung war am 13. Dezember 1753. Der Brückenzoll betrug für Fußgänger einen halben Penny, für ein sechsspänniges Fuhrwerk zwei Schillinge und sechs Penny.
Die von Samuel Stevens und Benjamin Ludgator gebaute 150 Meter lange Brücke hatte sieben Bögen und war sechs Meter breit. Die Pfeiler bestanden aus mit Steinen gefüllten Holzkästen. Die eigenartige Bauweise der Brücke wirkte zerbrechlich. Die Fahrbahn folgte dem Tragwerk der Bögen, was sonst nur von chinesischen Brücken bekannt war. Bereits nach fünfundzwanzig Jahren war die Brücke so baufällig, dass sie 1788 abgerissen und durch einen Neubau ersetzt werden musste.

### Zweite Brücke
Die zweite Brücke an derselben Stelle wurde 1788 von einem Mr. White aus Weybridge gebaut. Die zehnjochige Holzbrücke war mit 105 Metern Länge etwas kürzer als ihr Vorgänger und nur noch 5,4 Meter breit. Die Baukosten betrugen 7000 £. Die Brücke war so robust, dass sie immerhin hundert Jahre genutzt werden konnte, bevor sie ebenfalls baufällig wurde, so dass das Parlament einen Neubau verlangte.

### Dritte Brücke
Im Mai 1864 begann der Abriss der Brücke, um für die dritte Brücke Platz zu schaffen. Sie war von E.T. Murray konstruiert worden und konnte am 10. April 1865 dem Verkehr übergeben werden. Die Brücke bestand aus einem schmiedeeisernen fünffeldrigen Gitterträger, der auf vier Paaren achteckiger Gusseisen-Säulen ruhte. Die Fahrbahn war 6 Meter breit und hatte einen 1,5 breiten Bürgersteig auf der Westseite. Die Baukosten betrugen 11.176 £.
Der Impressionist Alfred Sisley malte 1874 die Brücke von Hampton Court.

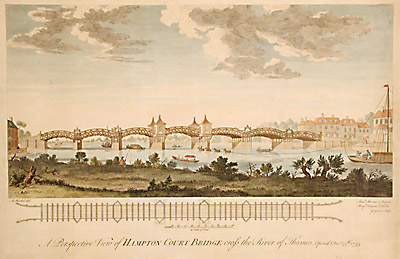
Erste Brücke von 1753
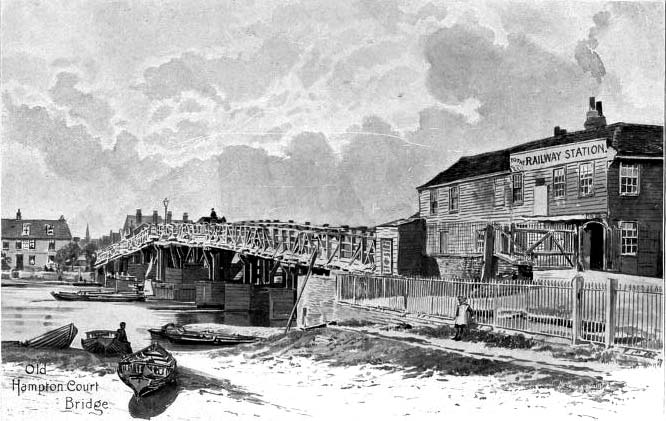
Zweite Brücke von 1788
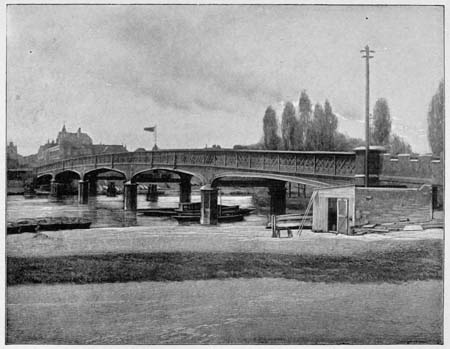
Dritte Brücke von 1865
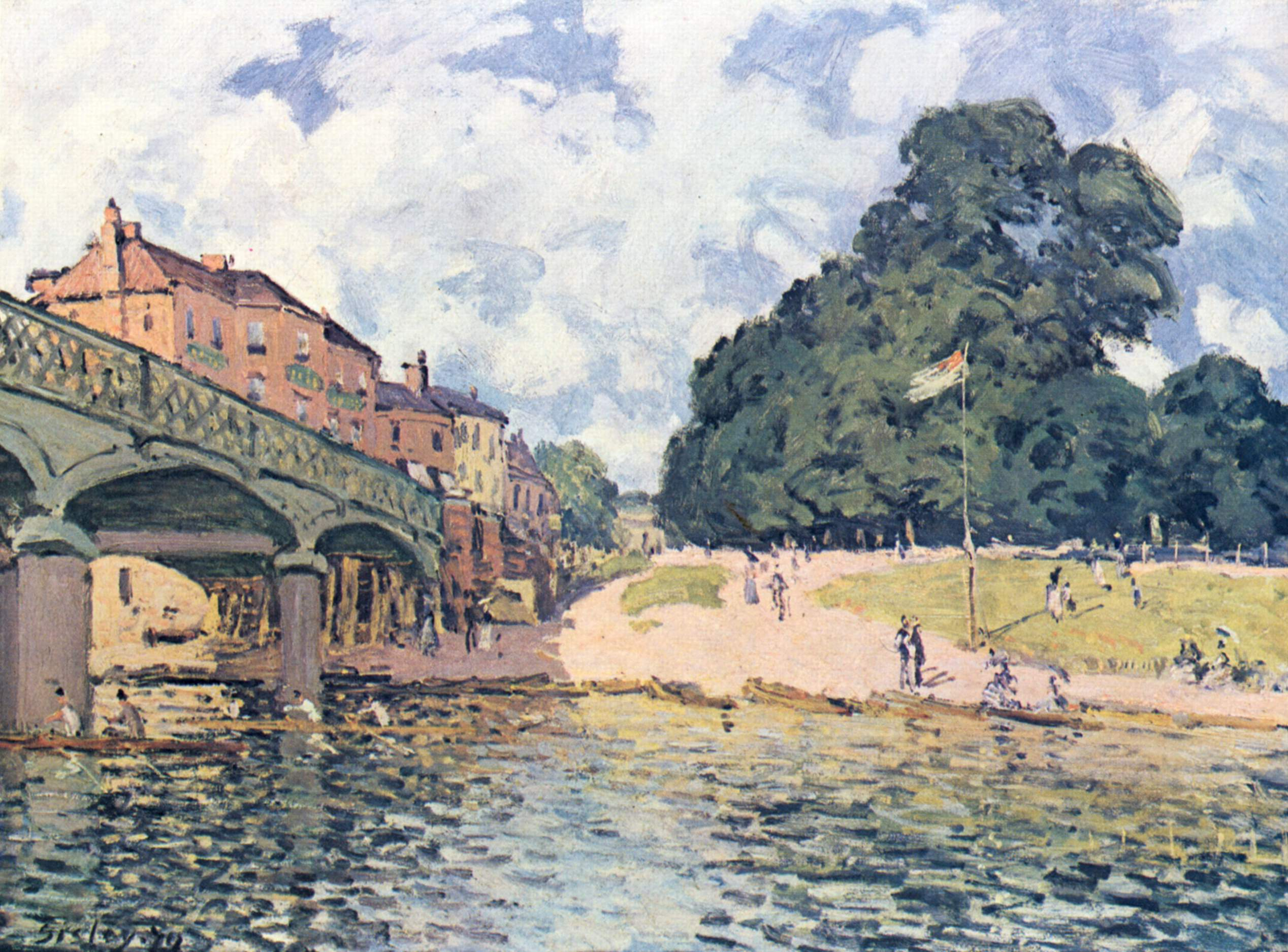
Alfred Sisley: Brücke von Hampton Court (1874)

## Heutige Brücke
Zu Beginn des 20. Jahrhunderts genügte die dritte Brücke bereits nicht mehr dem gewachsenen Verkehrsvolumen. 1928 erhielten die Verwaltungen von Middlesex und Surrey County die Bewilligung vom Parlament zum Abbruch der dritten Brücke und zum Bau der heutigen vierten Brücke mit den nötigen Zufahrtsstraßen. Die Bauarbeiten begannen 1930 und umfassten den Abriss eines Hotels, die Umleitung des Flusses Mole inklusive Einfüllen des alten Flussbettes, sowie der Bau einer neuen Zufahrtsstraße von Süden, die eine direkte Verbindung zur Umfahrung von Kingston schaffte.
Die neue von W. P. Robinson und Edwin Lutyens entworfene Bogenbrücke war die erste Stahlbetonbrücke über die Themse. Der mittlere der drei Bögen hat eine Spannweite von 32 Meter, die beiden äußeren eine solche von 27,5 Meter. Die Fahrbahn ist 12 Meter breit, die beiden Bürgersteige je 4,6 Meter. Somit sind die Bürgersteige der neuen Brücke fast gleich breit wie die Fahrbahn der alten Brücke. Das Bauwerk wurde mit roten Ziegelsteinen und Portland-Natursteinen verkleidet.
Die Brücke wurde am 9. April 1933 mit einer kleinen Feier der lokalen Bevölkerung dem Verkehr übergeben, die offizielle Eröffnung fand am 3. Juli 1933 durch den damaligen Prince of Wales, dem späteren König Eduard VIII. statt.
Ursprünglich mündete der River Mole im Bereich der heutigen Brücke in die Themse, doch wurde dieser beim Bau der Brücke mit dem River Ember etwas weiter flussabwärts zusammengelegt.